# St.-Peter-und-Paul-Kirche (Stettin)

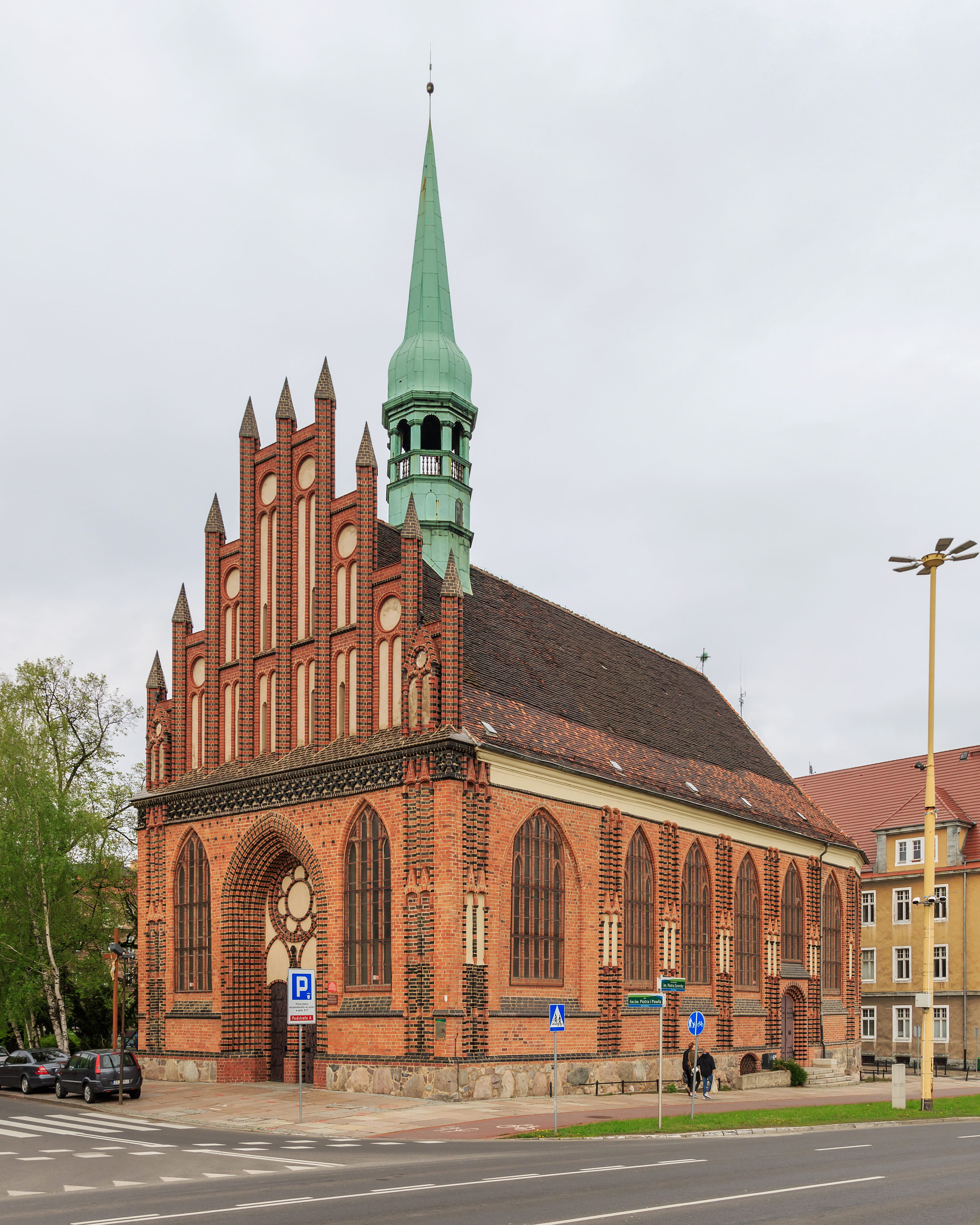
St.-Peter-und-Paul-Kirche, bis 1945 Gotteshaus der evangelischen Kirchengemeinde in Stettin

Die Sankt-Peter-und-Paul-Kirche (polnisch Kościół św. Piotra i Pawła) in der Großstadt Stettin (poln. Szczecin) in der polnischen Woiwodschaft Westpommern ist ein gotisches Bauwerk und gilt als die älteste Kirche der Stadt und des christlichen Pommern. Sie geht in ihrer Gründung auf das beginnende 12. Jahrhundert zurück, war bis 1945 Gotteshaus der evangelischen Kirchengemeinde Stettins, wurde von der Administration der Volksrepublik Polen enteignet  und wird seit 1946 von der altkatholischen Polnisch-Katholischen Kirche als Gotteshaus genutzt.

## Geographische Lage
Die St.-Peter-und-Paul-Kirche liegt im Stadtzentrum von Stettin am Plac św. Piotra i Pawła am unteren Abschnitt der Trasa Zamkowo im. Piotra Zaremby (bis 1945 Klosterhof). Die nächste Bahnstation ist der Hauptbahnhof (Dworzec głowny). Das Gotteshaus gehört zu den denkmalgeschützten Sehenswürdigkeiten an der „Europäischen Route der Backsteingotik“ (Europejski Slak Gotyku Ceglanego).

Standort der St.-Peter-und-Paul-Kirche: Planquadrat D4 eines Stettiner Stadtplans von 1898

## Baugeschichte und -beschreibung

### Kirche von 1124
Bischof Otto von Bamberg ließ anlässlich seiner Missionsreise im Jahre 1124 auf einem geräumigen Platz außerhalb Stettins eine Kirche aus Holz erbauen, die er dem Patrozinium der Apostel Petrus und Paulus unterstellte. Von der hölzernen Kirche, die vor allem den Fischern, die am Oder-Hafen wohnten, als Gottesdienststätte diente, sind heute keinerlei Überreste mehr vorhanden, 1189 zerstörte ein Brand das Gebäude.

### Kirche von 1227
In der Zeit von 1223 bis 1227 hat man die Kirche mit Backsteinen neu erbaut. Jetzt diente sie auch den Bewohnern des Fischer-Vorortes Unterwiek sowie der Oderdörfer Grabow (Grabowo), Nemitz (Niemierzyn), Zabelsdorf (Niebuszewo) und Züllchow (Żelechowa) als Gotteshaus. Auch von diesem Gebäude ist heute nichts mehr zu sehen.

### Kirche von 1425
Im Jahre 1425 begann man – unterstützt von den inzwischen reicheren Bewohnern der Unterwiek – eine gemauerte Kirche zu bauen. Die Errichtung erfolgte nach Plänen des Stettiner Baumeisters Heinrich Brunsberg (oder Braunsberg) an der Stelle des früheren Holzgebäudes. Es entstand eine Hallenkirche mit fünf Jochen, die in drei Schiffe durch zehn Pfeiler gegliedert wurde. Am nördlichen Seitenschiff baute man eine Sakristei an, und unter dem Fußboden wurde eine Krypta angelegt. Im Kirchenumriss sind bauliche Ähnlichkeiten mit der Stettiner Jakobikirche unübersehbar.

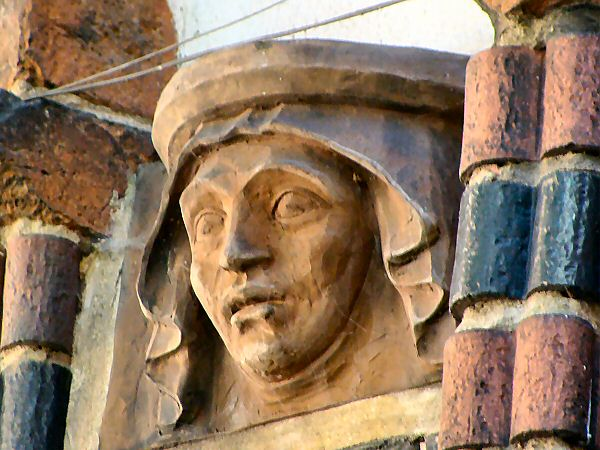
Konsolen-Figur

Die Außenverzierung der Kirche besteht aus großen spitzbogigen Fenstern und flachen Lisenen mit aufgelegten Verzierungen aus glasierten Ziegeln und Formstücken, die mit Wimpergen geschmückte Nischen bilden. Unterhalb einer Reihe von Nischen befinden sich Konsolen aus sehr realistisch und individuell gestalteten Terrakottaköpfen. Es sind wohl Porträts angesehener Stettiner Bürger aus dem Mittelalter und Stifter der Kirche.
Im Jahre 1460 begann man mit dem Ausbau der Kirche. Die Schiffe wurden um ein breites Joch mit einem Turm auf der Westseite verlängert. Neben der kleinen Kryptawurde eine größere gebaut und mit einem Tonnengewölbe bedeckt.

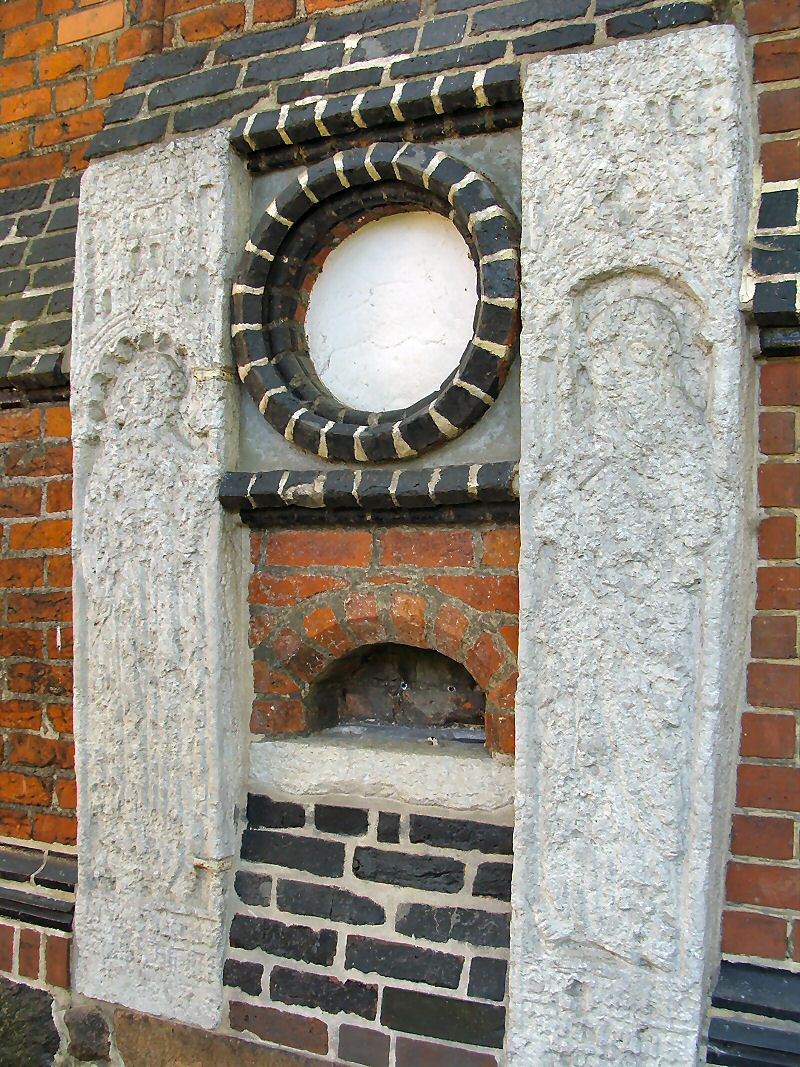
Die Almosennische mit den Steinplatten und Apostelreliefs (14. Jh.)

Im Mittelalter befanden sich im Innern der Kirche viele wertvolle Altäre und Kunstschätze, die aber verloren gegangen sind. Erhalten geblieben sind als Kunststücke der Gotik zwei Steinplatten, die in die Fassade an der Sakristei auf beiden Seiten der ehemaligen Almosennische eingemauert sind. Auf den Platten sieht man Flachreliefs mit den beiden Namensgebern der Kirche Petrus und Paulus. Sie sind Ende des 14. Jahrhunderts entstanden und wurden aus der Vorgängerkirche hierher verlegt.
Nach der Reformation sah sich die Kirchengemeinde gezwungen, wertvolle Ausstattungsstücke zu verkaufen, um eine notwendige Renovierung finanzieren zu können. 1546 wurde die Glocke und 1556 das Kirchensilber veräußert. Auch riss man den Turm ab, der erst 1602 durch einen Dachreiter Ersatz fand.
Im August 1677 brannte das Kirchendach der Peter-und-Paul-Kirche, das von Flammen des Brandes der Marienkirche entzündet worden war. Im Herbst unmittelbar danach stürzte die wertvolle Fassade ein und zerstörte dabei die Pfeiler und Gewölbe. Mit dem Wiederaufbau der Westwand hat man sofort begonnen und die gotisch-barocke Form wiederhergestellt. Die Arbeiten führte Johann David Bralim aus Ulm aus. Auch erhielt die Kirche ein neues Dach, auf das im Jahre 1683 wieder ein Dachreiter gesetzt wurde. 1694 stellte man drei Portiken aus Kalksäulen auf, die aus der Kartäuserkirche in Grabow stammten.
Erst 1792 konnte der Wiederaufbau des Innenraumes beendet werden – unter Verzicht auf die dreischiffige Gliederung. Den Innenraum bedeckte der Zimmermann Johannes Kämmerling mit einem Holzgewölbe, das ein Jahr später von dem Maler Philip Ernst Eichner mit Polychromien verziert wurde. Am 25. März 1708 fand die Einweihung einer Orgel statt.

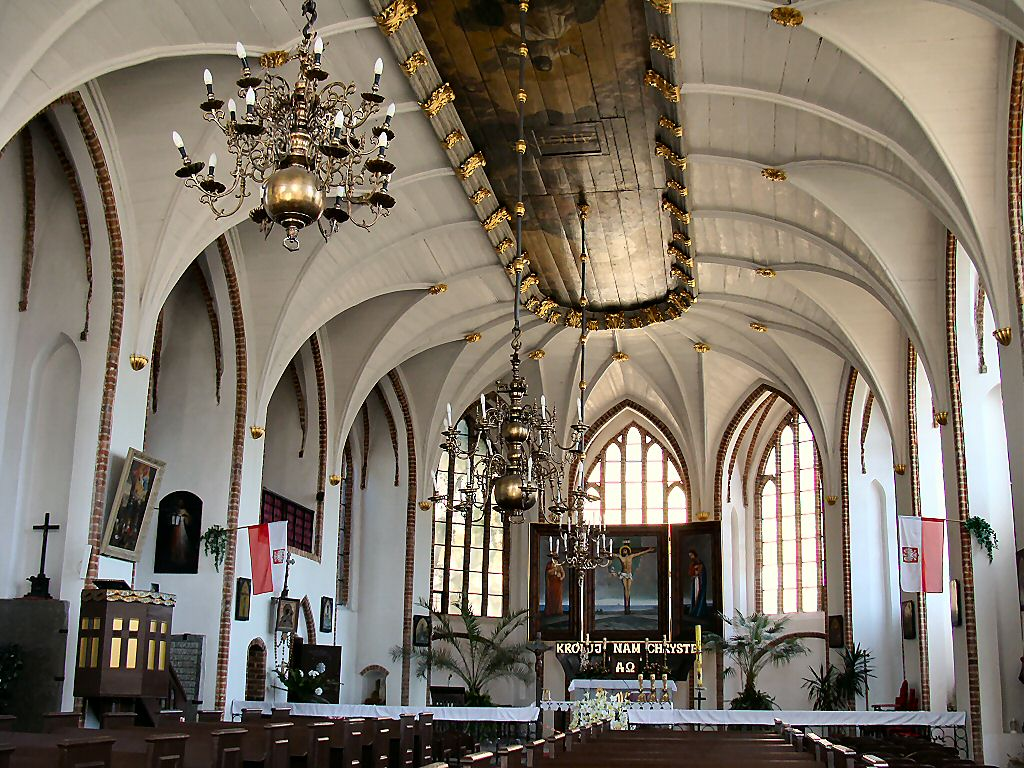
Das Innere der Kirche im Jahre 2008

Im Laufe des 18. Jahrhunderts erhielt die Kirche Stiftungen wertvoller Kunstschätze und Kunstwerke, die zumeist noch heute erhalten sind. Nach mehrfachen zum Teil kriegsbedingten Umbauten wurde die Kirche 1817/18 im neugotischen Stil nach den Plänen des Architekten Henke verändert. Im Zweiten Weltkrieg wurde das Gotteshaus nur leicht beschädigt, doch ging ein Teil der Inneneinrichtung verloren.

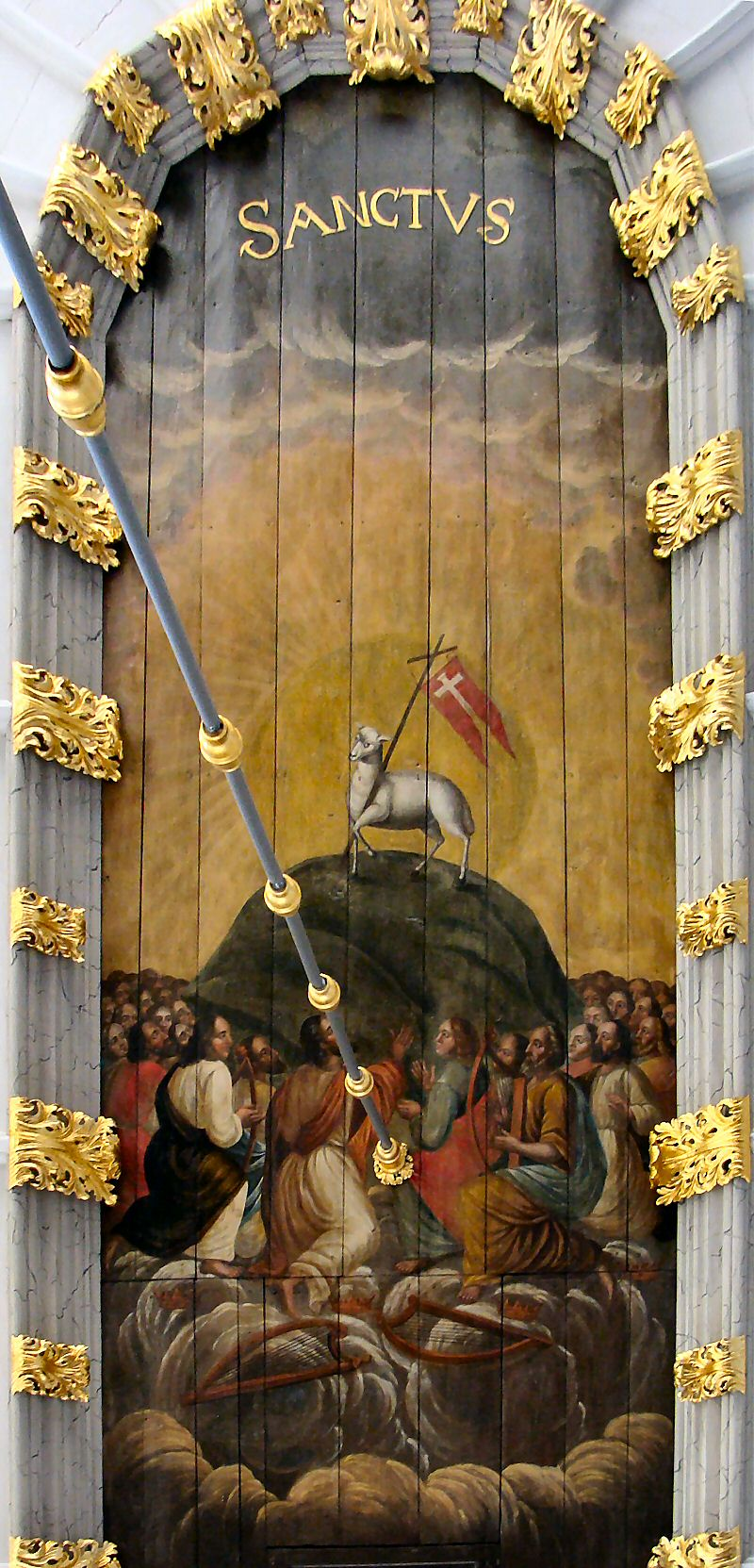
Eines der Deckengemälde

1960 fand eine gründliche Renovierung des Kircheninnern statt, bei der man die neugotische Ausstattung entfernte und eine Orgelempore aus Beton einzog. In den 1990er Jahren wurden Restaurierungsarbeiten an den Gewölbepolychromien und den Konsolen auf der Fassade vorgenommen. Außerdem wurden Teile der Dachbedeckung ausgetauscht.
Zu den herausragenden Kunstwerken der Kirche gehört die Polychromie auf dem Gewölbe, gemalt auf dem Plafond in einem Ausmaß von 27 mal 3 Metern. Dargestellt sind biblische Szenen mit Darstellungen der Ägyptischen Plagen, über das Jüngste Gericht und über die Anbetung des Jesuskindes. Den Innenraum beleuchten drei Kronleuchter, die aus einer Metalllegierung in den Jahren 1661, 1702 und 1703 angefertigt wurden. Besonders prunkvoll ist der zweistöckige und sechzehnarmige Leuchter aus dem Jahr 1661, den David Ertmann gestiftet hat.
Erwähnenswert sind auch die 21 Epitaphe im Innenraum und zwei an den Außenwänden: sie stammen aus dem 17. und 18. Jahrhundert und gehören zu den sogenannten Inskriptionstafeln. Die Peter-und-Paul-Kirche birgt die größte Sammlung derartiger Objekte in Stettin. Ein Epitaph berichtet dabei über den 1674 verstorbenen Maler Jacob Wildenberger.

## Kirchengemeinde

### Vorreformatorisch
Im Mittelalter war die St.-Peter-und-Paul-Kirche eine von vier Pfarrkirchen in Stettin – neben der Marienkirche, der Nikolaikirche und der Jakobikirche. Im Jahre 1268 wurde die Pfarrei durch den Camminer Bischof Hermann von Gleichen mit den eingepfarrten Nachbardörfern Grabow, Nemitz und Frauendorf bestimmt.

### Evangelisch
Mit Einführung der Reformation wurde die Peter-und-Paul-Kirche ein evangelisches Gotteshaus. Die eingepfarrten Ortschaften verselbständigten sich im Laufe der Jahrhunderte oder wurden anderen Gemeinden zugeteilt. Im Jahre 1940 zählte die Peter-und-Paul-Gemeinde insgesamt 15533 Gemeindeglieder und wurde bis 1945 – wie schon immer seit der Reformation – von zwei Geistlichen betreut. Sie gehörte zum Kirchenkreis Stettin-Stadt, deren Superintendenten sie von 1897 bis 1945 stellte. Der Kirchenkreis lag im Westsprengel der Kirchenprovinz Pommern der Evangelischen Kirche der altpreußischen Union.
Die Kirchenbücher aus der evangelischen Zeit der Kirche sind in großer Anzahl erhalten (Taufen: 1619–1945, Trauungen: 1647–1945, Bestattungen: 1744–1945, Konfirmationen: 1836–1944) und befinden sich im Evangelischen Zentralarchiv in Berlin-Kreuzberg.

#### Pfarrer
Als evangelisch-lutherische Geistliche amtierten bis 1945 an der Peter-und-Paul-Kirche:
| - Andreas Pfeiffer (Piper), wohl ab 1527 - Paulus Witte, 1569–1580 - Georg Rhete, 1581–1586 - Johann Tiedeböhl, 1587–1614 - Peter Rossin, ab 1594 - Michael Bartholomäus, bis 1649 - Philipp Cradelius, 1615–1625 - Christoph Dithmar, 1626–1634 - Daniel Lange, 1635–1638 - Balthasar Kansdorf, 1639–1680 - Simon Schreier, 1650–1658 - Heinrich Reineccius, 1658–1687 - Theodor Heinrich Lachmann, 1687–1700 - Joachim Erythräus sen., 1688–1699 - Joachim Erythräus jun., 1700–1703 - August Kühn, 1701–1705 - Johann Hinsche, 1704–1710 - Daniel Zimmermann, 1705–1710 - Daniel Pohlemann, 1710–1712 - Christoph Trendelenburg, 1712 - Augustin Gottlieb Burmeister, 1713 | - Christian Zickermann, 1714–1726 - Balthasar Kamradt, 1714 - Salomon Mayer, 1715–1742 - Johann Nikolaus Michaelis, 1727–1749 - Joachim Daniel Löper, 1743–1773 - Joachim Bernhard Steinbrück, 1750–1789 - Friedrich Rudolf Gottlieb Hoppe, 1774–1789 - Johann Erdmann Lenz, 1790–1826 - Johann Joachim Steinbrück, 1788–1841 - Franz Otto Succo, 1826–1843 - Gustav Heinrich Albert Hoffmann, 1838–1883 - Karl Bernhard Moll, 1845–1850 - Heinrich Gottlieb Hasper, 1851–1880 - Franz William Knoblauch, 1881–1883 - Rudolf Christian Gottlieb Deicke, 1883–1920 - Wilhelm Fürer, 1884–1902 (ab 1897 Superintendent) - Wilhelm Stengel, 1903–1931 (Superintendent) - Alfred Domke, 1920–1945 - Alfred Semrau, 1931–1945 (Superintendent) |

Unter den Pfarrern von Peter-und-Paul ist Georg Rhete bemerkenswert: Er gründete 1577 die nach ihm benannte Buchdruckerei, die bis 1945 als Hessenlandsche Buchdruckerei weiter bestand. Dort war u. a. 1618 die große Pommernkarte von Eilhardus Lubinus gedruckt worden.

#### Sonstiges Kirchenpersonal
- Theophil Andreas Volckmar (~1684–1768), wirkte von 1707 bis 1712 als Organist an der Peter-und-Paul-Kirche
- August Todt (1833–1900), wirkte von 1863 bis 1868 als Organist an der Peter-und-Paul-Kirche

### Altkatholisch
Nachdem nach Ende des Zweiten Weltkriegs die Region seitens der sowjetischen Besatzungsmacht der Volksrepublik Polen zur Verwaltung überlassen worden war, wurde die einheimische Bevölkerung Stettins Opfer der von der polnischen Administration durchgesetzten „wilden“ Vertreibung. Das Kirchengebäude wurde enteignet, die Gemeindeglieder vertrieben, und im Februar 1946 übergab der von der polnischen Administration provisorisch eingesetzte polnische Stadtrat von Stettin, dessen Mitglieder nach 1945 zugewanderte polnische Migranten waren, das Kirchengebäude an die Polnisch-Katholische Kirche (poln. Kościół Polskokatolicki), einen altkatholischer Kirchenverband, zu dessen Breslauer Bistum sie gehört. Derzeitiger Pfarrer ist Infułat Stanisław Bosy. Die Kirchenglieder sind nach 1945 zugewanderte Polen und deren Familien.
Den früheren evangelischen Nutzern der Kirche steht heute die St. Trinitatiskirche (ehemalige Gertrudkirche) auf der Stettiner Lastadie zur Verfügung.

### Neuere Publikationen
- Hans Moderow: Die Evangelischen Geistlichen Pommerns von der Reformation bis zur Gegenwart. Teil 1, Stettin 1903.
- Hans Glaeser-Swantow: Das Evangelische Pommern. Teil 2, Stettin 1940.
- Johannes Hinz: Pommern. Wegweiser durch ein unvergessenes Land. Würzburg 1996.
- Johannes Hinz: Pommern. Lexikon. Würzburg 2005, ISBN 3-88189-394-6.
- 100 mal Peter und Paul. Die älteste Kirche Stettins und Pommerns. In: Die Pommersche Zeitung. Folge 48/2010, S. 4.
- Christa Stache: Verzeichnis der Kirchenbücher im Evangelischen Zentralarchiv in Berlin. Teil 1: Die östlichen Kirchenprovinzen der Evangelischen Kirche der Union. Berlin 1992, ISBN 3-9801646-4-0.

### Digitalisiertes älteres Schrifttum
- Wilhelm Heinrich Meyer: Stettin in alter und neuer Zeit. Stettin 1887, F. Hessenland, S. 125–129 (Google Books).
- Wilhelm Böhmer: Ueber das Alter der St. Petri-Kirche zu Stettin.  In: Neue Pommersche Provinzialblätter, Band I, Stettin 1827, S. 194–255 (Google Books).
- Christian Zickermann: Nachricht von den alten Einwohnern in Pommern, auch von dero Religion und Bekehrung, inbesonderheit aber von der St. Petri und Pauli Kirche in Alten Stettin, welche Otto von Bamberg Anno 1124 bauen lassen. Stettin 1724 (Google Books).